# Оффаненго
Оффаненго, Оффаненґо (італ. Offanengo) — муніципалітет в Італії, у регіоні Ломбардія,  провінція Кремона.
Оффаненго розташоване на відстані близько 450 км на північний захід від Рима, 45 км на схід від Мілана, 37 км на північний захід від Кремони.
Населення — 6016 осіб (2014).

## Демографія
Населення за роками:

Станом на 1 січня 2023 року в муніципалітеті офіційно проживав 571 іноземець з 40 країн, серед них 157 громадян країн Євросоюзу та 15 громадян України.

## Сусідні муніципалітети
- Казалетто-ді-Сопра
- Крема
- Іцано
- Риченго
- Романенго